# Birmania en los Juegos Olímpicos de París 2024
Birmania estuvo representada en los Juegos Olímpicos de París 2024 por dos deportistas, un hombre y una mujer, que compitieron en dos deportes.
Los portadores de la bandera en la ceremonia de apertura fueron el nadador Phone Pyae Han y la jugadora de bádminton Thet Htar Thuzar. El equipo olímpico birmano no obtuvo ninguna medalla en estos Juegos.